# 許練
許 練または許 鍊（ホ・リョン、朝鮮語: 허련/許練•許鍊、生年不詳 - ）は、大韓民国の公務員、政治家。第5代文化公報部文化財管理局（現・国家遺産庁）長、第17代全羅南道知事。
ホ・ヨン（허연）という表記も見られる。本籍は全羅南道。

## 経歴
ソウル大学校師範大学卒。第2回高等考試行政科合格。内務部地方局行政課長、第5代文化公報部文化財管理局長（1969年3月1日 - 1972年8月15日）を経て、1973年9月26日に第17代全羅南道知事に就任した。道政のスローガンを『総和躍進』とし、『生産拡大、福祉開発、治山治水』を方針とし、1975年11月12日まで務めた。そのほか釜山市副市長、顕忠祠管理所長などを務めた。